# Ona (île)
Pour les articles homonymes, voir Ona.
Ona est un petit archipel situé à l'extrême nord-est de l'archipel de Nordøyane, en mer de Norvège, qui se compose des deux îles Ona et Husøya. L'archipel fait partie de la commune de Ålesund, du comté de Møre og Romsdal

## Description
L'île de 0,8 km2 est immédiatement au nord de Husøya, relié par un pont. Les îles sont situées à 4 kilomètres au nord-ouest de l'île de Sandøya.
La grande majorité de la population vit à l'est de l'île, près du phare d'Ona, sur la colline d'Onakalven, construit en 1867.
Il existe une liaison routière entre Husøya, Ona et Onakalven. L'île est reliée par ferry à Finnøya, Sandøya et Orta.

## Galerie

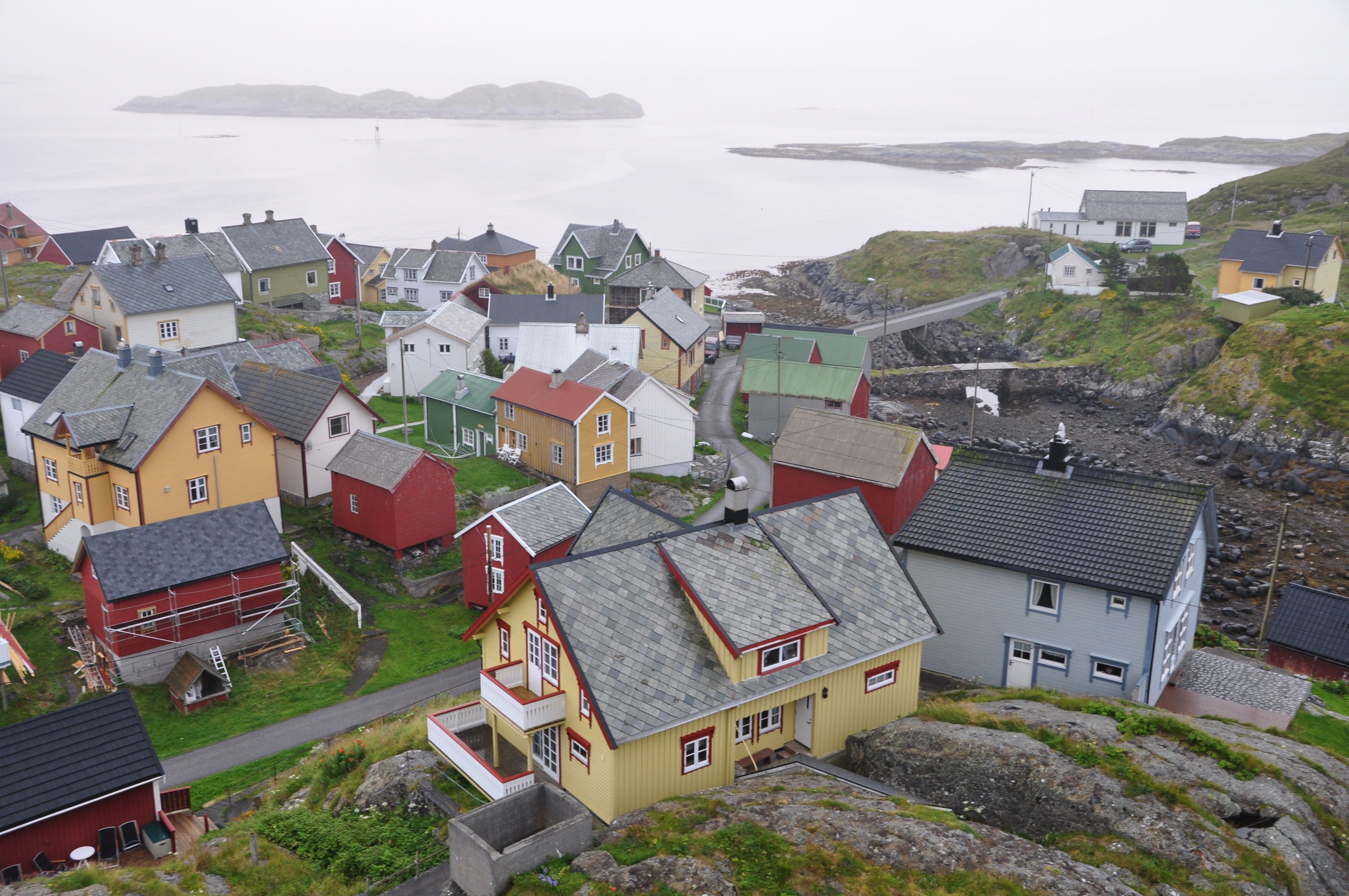
Village d'Ona
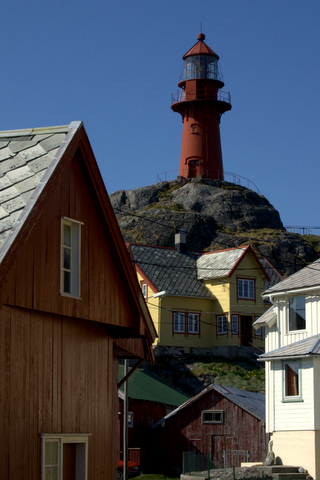
Phare d'Ona